# Лепіста брудна
Лепіста брудна (Lepista sordida) — вид грибів роду лепіста (Lepista). Гриб класифіковано у 1951 році.

## Будова
Шапка діаметром 3-6 см, спочатку округла, пізніше плоско-розпростерта, дзвіночком, з закрученим, пізніше просто опущеним краєм, сіро-рожево-фіолетова, підсохлий — біла з сіро-коричневим відтінком, по краю злегка фіолетова. М'якоть м'яка, сіро-фіолетова, при підсиханні стає білуватою, з м'яким смаком, майже без запаху. Пластинки приросли, часті, вузькі, тонкі, брудно або коричнево-лілові, з часом вицвітають і стають світлішими. Ніжка 3—6 0,4—0,5 см, циліндрична, суцільна, брудно-коричнево-фіолетова. Розміром 6—7 Спори 3—4 мкм, овальні, дрібно-бородавчасті; споровий порошок світло-кремовий.

## Життєвий цикл
Плодові тіла розвиваються в серпні — вересні. Гумусний сапротроф.

## Поширення та середовище існування
Вид з мультизональними ареалом (Європа, Азія, Африка, Північна і Південна Америка). Зростає в садах, на ріллі, полях і узліссях листяних лісів.

## Практичне використання
Їстівний гриб.

## Природоохоронний статус
Включений до Червоної книги Білорусі. Охороняється в Литві.